# Efekat leptira (film)
Efekat leptira (eng. The Butterfly Effect) je američka filmska naučnofantastična drama u kojoj glavne uloge tumače Ešton Kučer (Ashton Kutcher), Ejmi Smart (Amy Smart) i Erik Stolc (Eric Stoltz). Scenaristi i režiseri filma su Erik Bres (Eric Bress) i Džej Makaj Gruber (J. Mackye Gruber). Izdavačka kuća je New Line Cinema.
Naziv filma najverovatnije aludira na leptira iz kratke priče Reja Bredberija (Ray Bradbury) — Zvuk oluje (A Sound of Thunder), u kojoj male promene povlače seriju uzročno-posledičnih efekata. Deset godina kasnije, Edvard Lorenc (Edward Lorenz) nazvao je ovaj koncept efektom leptira, terminom koji se često koristi u teoriji haosa.

## Kratak zaplet
Evan Treborn (Ešton Kučer), koji je bolovao od nekoliko psiholoških trauma kao dečak (Džon Patrik Amedori) (John Patrick Amedori), koje su bile propraćene jakim glavoboljama, gubicima pamćenja i velikim stresovima. Tragajući za odgovorom koji bi zalečio njegove emocionalne rane, otkriva da kada čita iz svojih adolescentskih dnevnika može da putuje natrag kroz vreme i da "prepravi" delove svoje prošlosti. Svaka od tih izmena prošlosti ima za posledicu izmenjenu sadašnjost — njegove alternativne sadašnjosti variraju od toga da je npr. u jednoj student, u drugoj zatvorenik, a u trećoj invalid. Dok uporno pokušava da stvari učini najboljima za sebe i za ljude koje poznaje, shvata da ma koliko njegove namere bile dobre, uvek postoje neočekivane posledice. Zbog toga mora da putuje sve dalje u prošlost kako bi pronašao prvobitni uzrok svega što za posledicu ima njegovu trenutnu sadašnjost.

## Spoljašnje veze
- The Butterfly Effect на веб-сајту  (језик: енглески)
- Original script